# Greg Nicotero
Gregory "Greg" Nicotero (Pittsburgh, Pensilvania, 15 de marzo de 1963) es un especialista en efectos especiales, productor, actor y director de televisión. Su primer trabajo reconocido como maquillador de efectos especiales fue junto al director George A. Romero en la película Day of the Dead (1985), bajo el tutelaje del mismo Romero y del veterano creador de efectos especiales Tom Savini.
En 1988, junto a Robert Kurtzman y Howard Berger formó la asociación KNB EFX, un estudio de efectos especiales que ha trabajado para cerca de 400 proyectos de cine y televisión. KNB ha ganado numerosos premios, incluyendo un Emmy en 2001 por su trabajo en la serie de televisión Frank Herbert's Dune del canal Sci Fi Channel y un Óscar en 2006 por los efectos de maquillaje en la película The Chronicles of Narnia: The Lion, the Witch and the Wardrobe.
Actualmente se desempeña como coproductor ejecutivo, supervisor de efectos especiales y director ocasional de las reconocidas series del canal AMC The Walking Dead y Fear the Walking Dead. Nicotero ha dirigido 33 episodios de The Walking Dead y es el creador de la serie web The Walking Dead: Webisodes. Entre sus créditos como diseñador de efectos especiales, destacan producciones como Inglourious Basterds (2009), Escuadrón suicida (2016), Agua para elefantes (2011), Predators (2010), The Mist (2007), Spider-Man 3 (2007), Casino Royale (2006), Hostel (2005), The Texas Chainsaw Massacre (2003) y Spawn (1997), entre muchas otras.